# Liste der portugiesischen Botschafter in Serbien
Die Liste der portugiesischen Botschafter in Serbien listet die Botschafter der Republik Portugal in Serbien auf. Die beiden Staaten unterhalten seit 1917 direkte diplomatische Beziehungen. Eine eigene Botschaft eröffnete Portugal in Belgrad erst 1977.

## Missionschefs
| Name                                               | Bild    | Akkreditierungsdatum | Anmerkungen                                                                                    |
| Serbien                                            | Serbien | Serbien              | Serbien                                                                                        |
| -------------------------------------------------- | ------- | -------------------- | ---------------------------------------------------------------------------------------------- |
| Fernando Quartin de Oliveira Bastos                |         | Februar 1941         | erster Botschafter Portugals in Serbien (später Jugoslawien), mit Amtssitz in Bukarest         |
| Jugoslawien                                        |         |                      |                                                                                                |
| Álvaro Manuel Soares Guerra                        |         | 6. Juli 1977         | vom 2. Juli 1977 bis zum 26. Februar 1984 Leiter der neueröffneten Botschaft in Belgrad        |
| Francisco António Borges Graínha do Vale           |         | 6. April 1984        | vom 27. Februar 1984 bis zum 13. Juni 1988 Leiter der Botschaft                                |
| João Morais da Cunha Matos                         |         | 13. Juli 1988        | vom 15. Juni 1988 bis zum 9. August 1993 Leiter der Botschaft                                  |
| Rogério Paulo Silvestre Lopes                      |         |                      | wurde am 1. November 1994 Leiter der Botschaft, danach keine genauen Daten (Jugoslawienkriege) |
| António Moreira Tânger Correia                     |         |                      | vom 17. März 1999 bis zum 19. Juli 2001 Leiter der Botschaft                                   |
| António Augusto Russo Dias                         |         |                      | vom 29. Oktober 2001 bis zum 29. Oktober 2004 Leiter der Botschaft                             |
| Serbien und Montenegro                             |         |                      |                                                                                                |
| Paulo Tiago Jerónimo da Silva                      |         |                      | vom 2. November 2004 bis zum 10. November 2008 Leiter der Botschaft                            |
| Serbien                                            |         |                      |                                                                                                |
| Caetano Luís Pequito de Almeida Sampaio            |         |                      | vom 12. November 2008 bis zum 31. März 2012 Leiter der Botschaft                               |
| Maria do Carmo de Sousa Pinto Allegro de Magalhães |         | 8. Juli 2012         | vom 2. Mai 2012 bis zum 10. Dezember 2012 Leiterin der Botschaft                               |
| Augusto José Pestana Saraiva Peixoto               |         | 26. April 2013       | seit 3. April 2013 Leiter der Botschaft                                                        |
| Maria Virgínia Mendes da Silva Pina                |         |                      | seit 25. März 2019 Leiterin der Botschaft                                                      |